# Sigurjón Birgir Sigurðsson
Sigurjón Birgir Sigurðsson (Reikiavik, 27 de agosto de 1962), conocido simplemente como Sjón, es un artista e intelectual islandés.

## Biografía
Comenzó pronto su carrera publicando Sýnir (Visiones), en 1978. Fue uno de los líderes del grupo artístico Medúsa. Aunque se ha dedicado sobre todo a la poesía también ha tocado otras artes y se le conoce por colaborar con la cantante de misma nacionalidad, Björk, participar en Dancer in the Dark del cineasta danés Lars von Trier y escribir junto a Robert Eggers la película The Northman. En 2005 recibió el Premio de Literatura del Consejo Nórdico por su novela El menor de los mundos (Skugga-Baldur). En 2013 recibió el Premio de Literatura de Islandia por Mánasteinn - drengurinn sem aldrei var til. Ha vivido y trabajado en Londres, pero vive con su esposa y sus dos hijos en Reikiavik. Sus libros han sido traducidos a varios idiomas.

## Obra

### Teatro
- Ástir Bjartmars Ísidórs
- Keiluspil
- Tóm ást

### Poesía
- Leikfangakastalar sagði hún það er ekkert til sem heitir leikfangakastalar
- Ég man ekki eitthvað um skýin
- Hvernig elskar maður hendur?
- Myrkar fígúrur
- Oh!
- Reiðhjól blinda mannsins
- Sjónhverfingabókin
- Sýnir: yrkingar

### Novelas
- Argóarflísin (Navegantes del tiempo: el mito de Jasón y Céneo, traducción de Enrique Bernárdez, Nórdica, 2014).
- Augu þín sáu mig (Tus ojos me vieron, traducción de Enrique Bernárdez, Siruela, 1994).
- Engill, pípuhattur og jarðarber
- Með titrandi tár
- Skugga-Baldur (El zorro ártico, traducción de Enrique Bernárdez, Nórdica, 2008).
- Stálnótt
- Rökkurbỳsnir (Maravillas del crepúsculo, traducción de Enrique Bernárdez, Nórdica, 2011).
- Mánasteinn: Drengurinn sem aldrei var til (El chico que nunca existió, traducción de Enrique Bernárdez, Nórdica, 2016).

### Cómics
- Ævintýri Tinnu og Hreins Borgfjörð